# Zbyněk Hejda
Pour les articles homonymes, voir Hejda.
Zbyněk Hejda est un poète tchèque né le 2 février 1930 à Hradec Králové (Bohême orientale) et mort le 16 novembre 2013 à Prague.

## Biographie
Sympathisant communiste, son père est exclu du groupe d'avant-garde Levá fronta en 1938 pour avoir pris la défense du Retour de l'U.R.S.S. d'André Gide, avant de mourir d'une rupture d'anévrisme l'année suivante. Entre 1948 et 1953, Zbyněk Hejda étudie à Prague, puis devient assistant d'histoire à l'université. Il est démis de ses fonctions en 1958 pour avoir critiqué l’intervention soviétique à Budapest. Cette année-là, il publie ses premiers poèmes dans la revue Host do domu, à Brno.
Poète reconnu, il devient en 1969 membre de l'Union des écrivains, au sein de laquelle il représente les positions esthétiques et idéologiques de la revue Tvář, plus libérale que celle des communistes rénovateurs. Interdit de publication à partir de 1970, il perd, en 1977, le droit d'exercer son emploi de vendeur dans une librairie d'occasion. Gravement malade, il publie par voie de samizdat et participe aux travaux du VONS (Comité pour la défense des personnes injustement poursuivies).
Avec la chute du régime soviétique, Hejda, désormais libre, peut enfin publier ses œuvres de façon officielle. En 1987, il remporte le prix Revolver Revue, et, fin 1989, il remporte le prix littéraire Tom Stoppard pour son recueil Proximité de la mort. En 1996, la maison d’édition TORST publie une édition complète de ses œuvres poétiques. Le 9 octobre 1996, il remporte le prix littéraire Jaroslav Seifert pour son recueil Valse mélancolique. Il commence à donner des cours d’histoire littéraire à la Faculté de Médecine de l’Université Charles.
Traducteur, il s'est signalé comme le passeur, en langue tchèque, d'Emily Dickinson, Georg Trakl et Gottfried Benn.